# Дом Севастьянова
Дом Севастья́нова (также в разные периоды здание Окружного суда, Дом профсоюзов, Дворец Труда) — здание в Екатеринбурге, расположенное на берегу городского пруда по адресу проспект Ленина, 35. Одна из наиболее узнаваемых достопримечательностей города. Уникальное в архитектуре Урала здание в формах эклектики XIX века, носит имя Николая Ивановича Севастьянова, владевшего зданием с 1860 года.
В 1817 году на этом участке было построено здание по проекту неизвестного архитектора, впоследствии несколько близлежащих строений были объединены в единый объём усадьбы. В 1866 году по заказу Севастьянова фасады здания были реконструированы по проекту Александра Ивановича Падучева и приобрели сохранившиеся до наших дней формы эклектики с элементами готики и барокко. В 1874 году Севастьянов продал здание Министерству юстиции, разместившему в нём Окружной суд. В конце XIX — начале XX века здание приобрело дополнительные пристройки и объёмы в той же стилистике. После Революции 1917 года в здании располагался первый в стране Уральский комиссариат труда и Областной совет профсоюзов. В 2008—2009 годах в преддверии саммитов ШОС и БРИК 2009 года здание претерпело коренную реконструкцию с восстановлением исторических цветов наружных элементов и декора, став местом приёма почётных гостей Свердловской области.
С 1974 года здание носило статус памятника истории государственного значения, с 2008 года включено в перечень объектов культурного наследия России федерального значения.
Дом Севастьянова изображён на памятных монетах Банка России 2008 и 2016 годов, а также на банкноте номиналом 5000 рублей 2023 года.

## История

### Предыстория

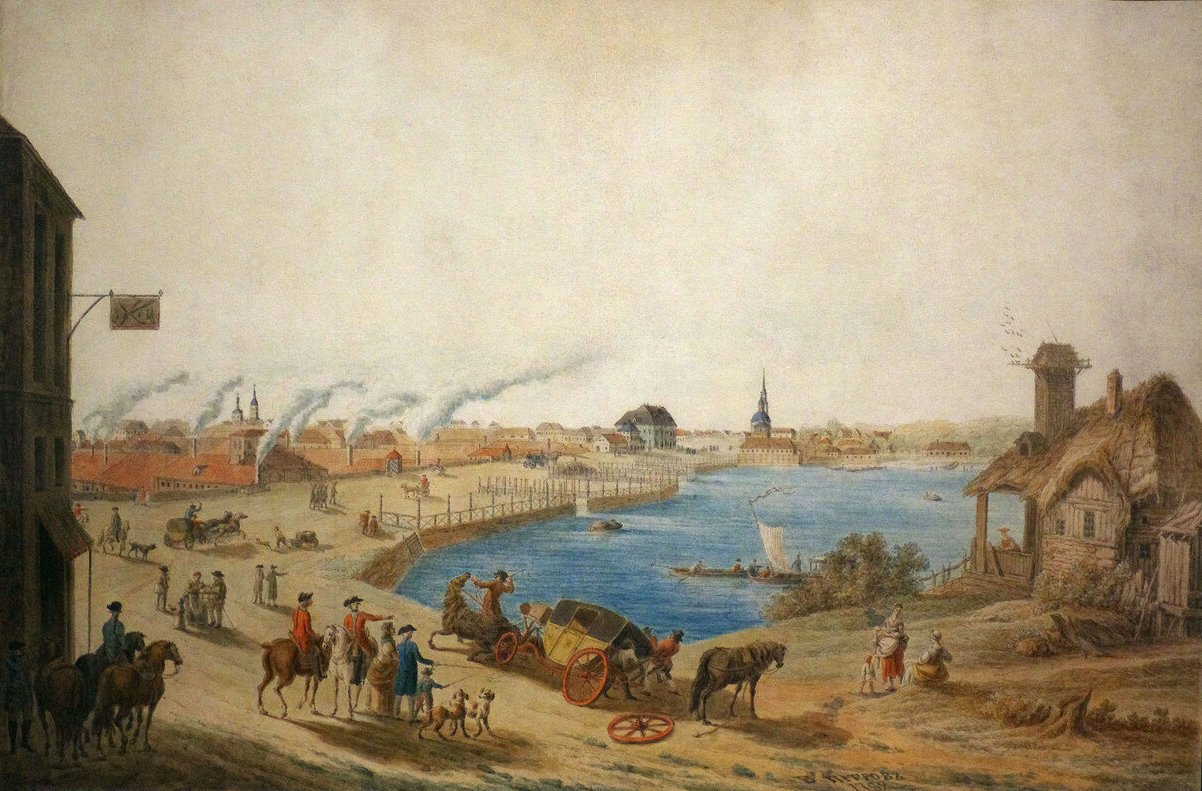
Акварель В. П. Петрова 1789 года «Вид Екатеринбурга». Слева в тени, вероятно, дом Раздеришина.

В XVIII веке в Екатеринбургской крепости участок земли около заводской плотины напротив Екатерининского собора занимали деревянные дома управляющих Екатеринбургским заводом, строившиеся по типовым проектам Никифора Герасимовича Клеопина. Угловой дом, ближайший к пруду и находившийся на месте будущего дома Севастьянова, занимал горный инженер, член-корреспондент Императорской академии наук Александр Васильевич Раздеришин, возглавлявший Екатеринбургский завод в 1779—1780 годах.

### Дом Полкова
12 сентября 1816 года маркшейдер IX класса Уральского горного правления титулярный советник Иван Васильевич Полков выкупил у конторы в личную собственность угловой дом у плотины и несколько примыкающих построек на углу Тарасовской набережной и Главного проспекта. 26 апреля 1817 года Полков подал прошение о строительстве на этом участке трёхэтажного каменного дома. Здание строилось по проекту неизвестного архитектора в классическом стиле с бельведером. В проекте дома Полкова искусствоведы усматривают сходство с проектами типовых домов московского архитектора Матвея Фёдоровича Казакова.
Здание было завершено к 1823 году, по масштабам и темпам строительства дом Полкова уступал в городе только усадьбе Расторгуева. На первом этаже здания располагалась передняя, кабинет, зал, две гостиных, проходная комната и кухня с кладовой. На второй этаж с девятью комнатами вела парадная лестница, на антресоли с шестью комнатами и в бельведер — обычные. Все помещения имели деревянные полы и оштукатуренные и выбеленные стены. В цокольном этаже находились три погреба и вспомогательные помещения.
На фиксационном плане города 1829 года уже показана угловая ротонда дорического ордера, а объём здания представлял собой пять смежных строений, объединённых в единую композицию классического стиля. Наличие угловой ротонды и бельведера с куполом в числе прочего указывает на сходство с проектами Казакова. В конце 1820-х годов дом Полкова рассматривался в качестве одного из вариантов размещения Пермского горного правления, планировавшегося к переезду из Перми в Екатеринбург. В связи с этим в 1828 году главный архитектор Екатеринбурга Михаил Павлович Малахов подготовил смету на ремонт двухэтажного каменного дома Полкова: общие затраты оценивались в 8000 рублей. В итоге долгая переписка горных чиновников с наследниками умершего к тому времени Полкова не закончилась продажей здания, и владельцы решили сдавать его в аренду. В этот период в здании ставили театральные выступления и концерты с оркестром, проводили балы и приёмы. В середине 1840-х годов у наследников Полкова здание выкупил чиновник Степан Алексеевич Медведчиков.

### Реконструкция 1860-х годов по проекту Падучева

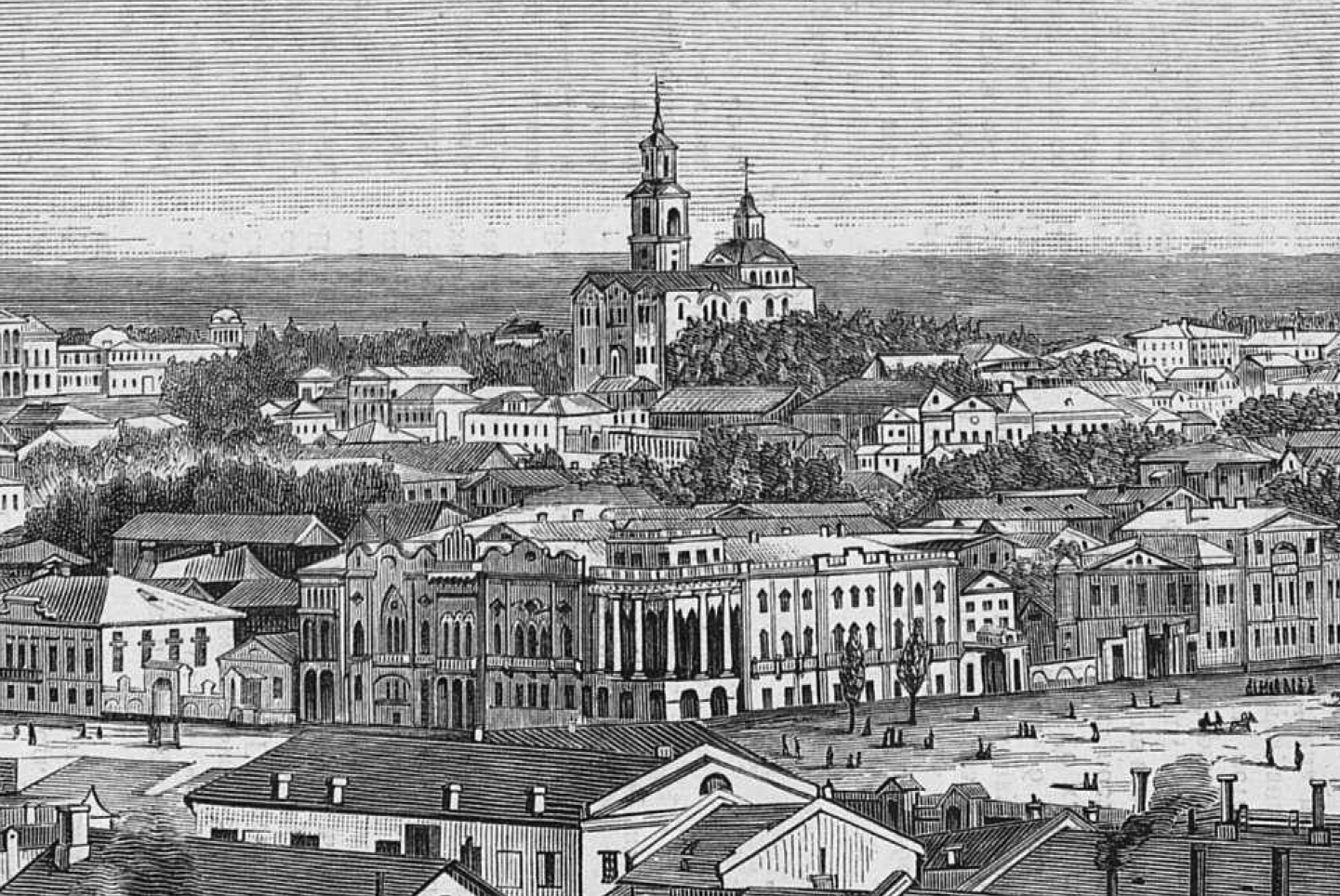
Реконструированное здание (в центре) на гравюре 1874 года

В августе 1860 года Медведчиков продал дом коллежскому асессору Николаю Ивановичу Севастьянову. К этому времени Николай Иванович, зарекомендовавший себя на службе в Горном правлении в качестве успешного главного смотрителя железных караванов, вышел в отставку в чине надворного советника и занялся предпринимательством в различных областях: пароходстве, добыче угля, медеплавильном производстве и золотодобыче, а также в винокурении и винном откупе.
В 1866 году по заказу Севастьянова дом на Главном проспекте был достроен по проекту помощника архитектора Уральского горного правления Александра Ивановича Падучева. Чертежи были утверждены членами Строительного комитета Горного правления, включая архитектора Карла Рейнгольдовича Турского. Общая форма и объёмы здания остались прежними, а фасады приобрели окна сложной формы и декоративные элементы в готическом и барочном стилях, западный фасад был снабжён новым входом, украшенным чугунными колоннами. В отделке внутренних помещений Падучев также использовал сочетание разных архитектурных стилей.
Проект Падучева был реализован не в полном объёме. Так, в проекте присутствуют нереализованные угловой бельведер и балкон в северо-западной части дома, стрельчатые окна, сложный фронтон, расположенный по оси главного входа, а также геральдические щиты с плюмажами в декоре наличников окон.
После того, как Севастьянов, получив повышение, уехал в Санкт-Петербург, здание летом 1874 года было приобретено в казну за 40 тысяч рублей и отдано в ведение Министерства юстиции, которое разместило здесь Екатеринбургский окружной суд. Для заседаний суда были отведены два зала на втором этаже, первое слушание состоялось 1 сентября того же года под председательством Андрея Григорьевича Бутакова. Суд занимал помещения вплоть до 1917 года, в этот период фасады были оформлены в кирпичном стиле, со стороны двора появились хозяйственные пристройки, а внутренние помещения адаптировали для казённых нужд: установили перегородки, организовали коридоры и прорубили дополнительные дверные проёмы.

### Реконструкция по проекту 1914 года
В 1914 году был разработан проект расширения здания, также выдержанный в готической стилистике и содержавший часть нереализованных элементов из проекта Падучева. Среди возможных авторов проекта называют городского архитектора Аркадия Андреевича Фёдорова, вступившего в должность в том же году, а в 1917 году выполнившего проект реконструкции Тарасовской набережной. Проект западного фасада предполагал расчленение новой части пилястрами, увенчанными пинаклями, по центру фронтона планировалась пилястра на консоли с арочными слуховыми окнами по сторонам. Цоколь здания с прямоугольными окнами по проекту отделялся поясом с подоконными филёнками. Проект южного фасада предполагал пристройку в три окна с повторением элементов декора существующей части.
В итоге этот проект также не был реализован полностью. В ходе реконструкции к южному фасаду пристроили дополнительный объём, западный фасад получил лишь изменённой формы окна. В плане южного объёма появились дополнительные лестницы и коридоры для связи помещений.
Во внутреннем убранстве зала заседаний в этот период выделялись портрет Николая II между тонких витых колонн, полукруглая печь отопления, четырёхрожковая люстра с электрическими лампами и огромная арка, прорубленная между залами.

Здание на видах Екатеринбурга в начале XX века
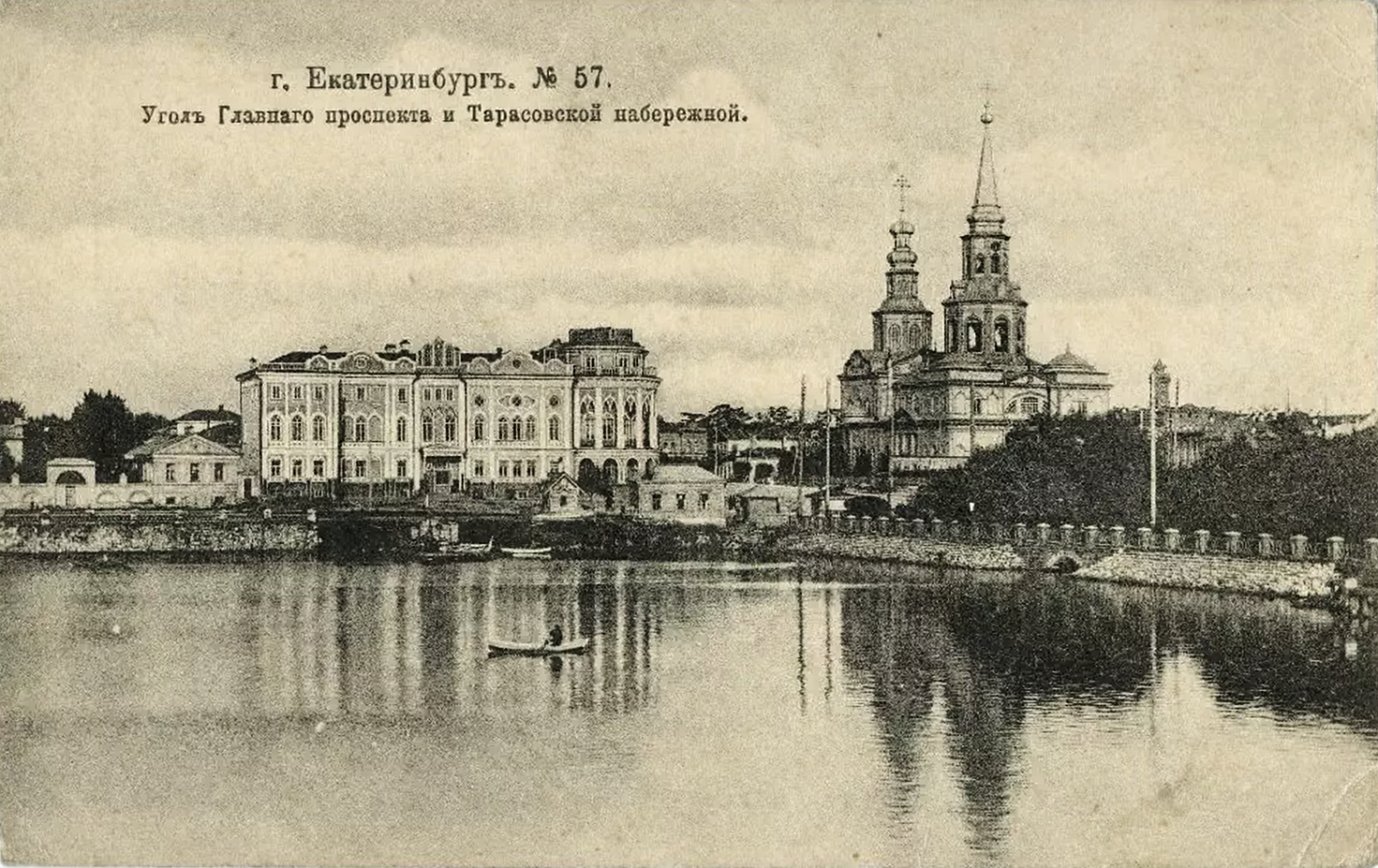
Вид с правого берега пруда, справа Екатерининский собор
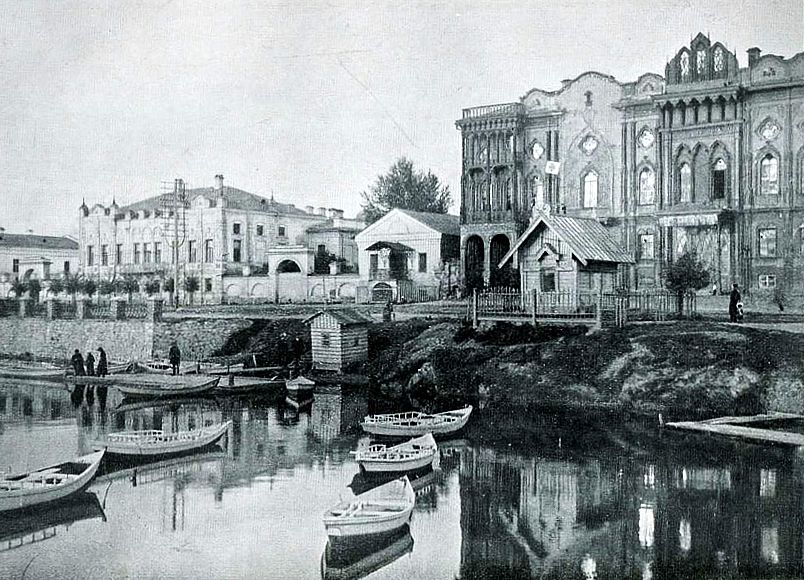
Вид на Тарасовскую набережную
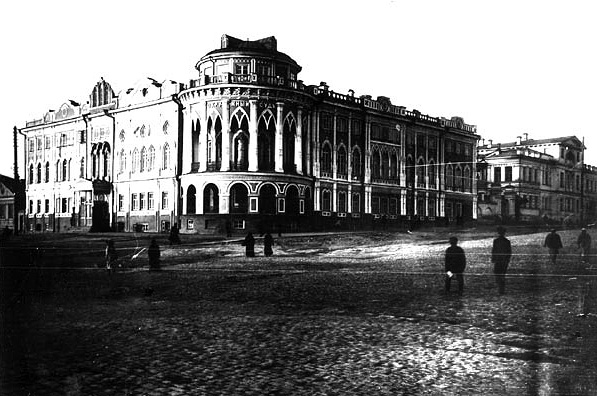
Вид со стороны Главного проспекта

### После революции 1917 года
«На углу набережной стоит старинный дом былого Екатеринбурга. Дом зелёный и весь покрыт мавританско-готическим орнаментом. Он напоминает средневековые переплёты, которые были радостью романтиков и предметом зависти библиофилов. Где-то в Нормандии есть дом, в котором жил Ламартин, такого же стиля. Он похож на ребёнка, подражающего взрослым: маленькие готические стрелки, вычурная резьба, ажурная штукатурка, пустячки».

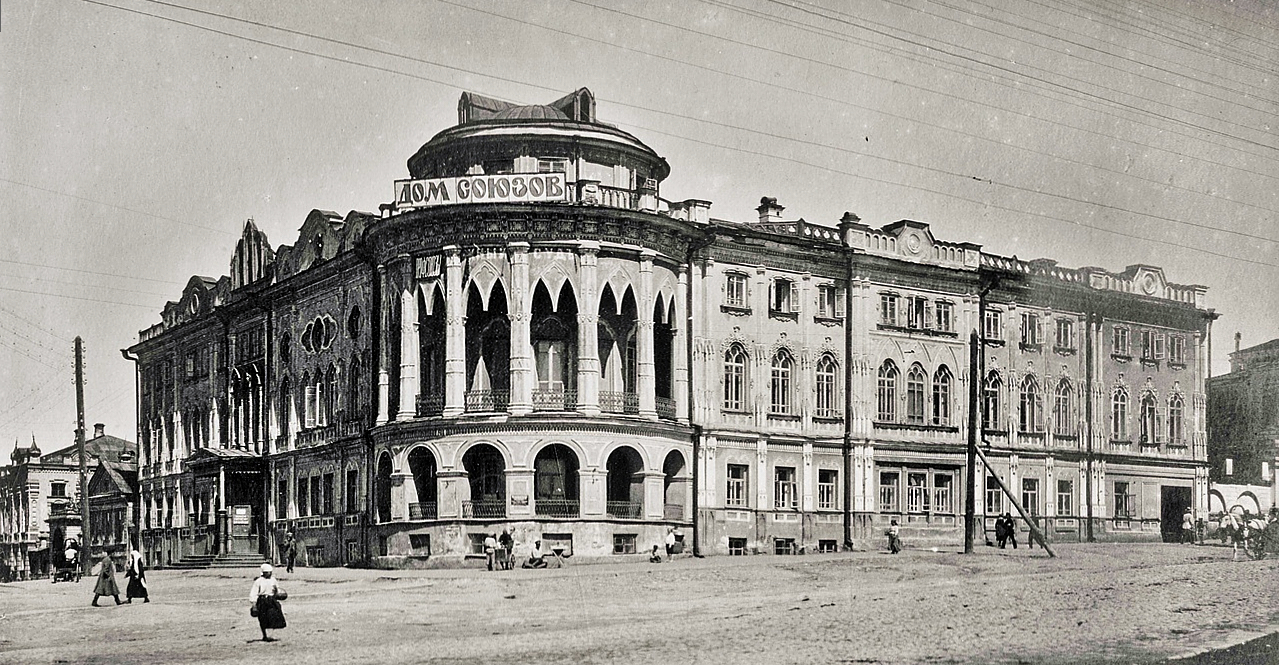
Здание после 1918 года с временной вывеской «Дом Союзов»

Во время революционных событий в апреле 1917 года солдаты Ачинского пехотного полка устроили в доме погром, в результате которого здание существенно пострадало. 11 января 1918 года Екатеринбургский окружной суд был упразднён, здание было занято следственными комиссиями Советов и Революционного трибунала. В этом же году здесь разместился первый в стране Уральский комиссариат труда под руководством Ивана Михайловича Малышева. 28 августа 1919 года в здании проходила первая общегородская конференция большевиков. В 1920-х годах здание было национализировано, после окончания Гражданской войны в нём располагался областной совет профсоюзов, на фасаде здания надпись «Окружной суд» заменили на «1-й Дом Союзов». Также в этот период здание иногда называлось «Дворец Труда», в нём размещались различные отраслевые службы и комитеты, сменяя друг друга. Ветхое здание требовало существенных вложений в содержание. Так, в 1923 году только на отопление и освещение было потрачено более 30 тысяч рублей, а общие затраты достигли 168 тысяч рублей в год.
Позднее на крыше со стороны пруда установили огромные неоновые буквы «Слава рабочему классу». После размещения в здании советских учреждений часть архитектурных элементов и элементов декора были безвозвратно утеряны. Так, например, была утрачена деревянная лоджия в северо-западной части здания, построенная на месте планировавшегося по проекту Падучева балкона. Известно, что в 1930-е годы архитектор Сигизмунд Владиславович Домбровский планировал надстроить здание, чтобы создать единую архитектурную композицию площади Труда.

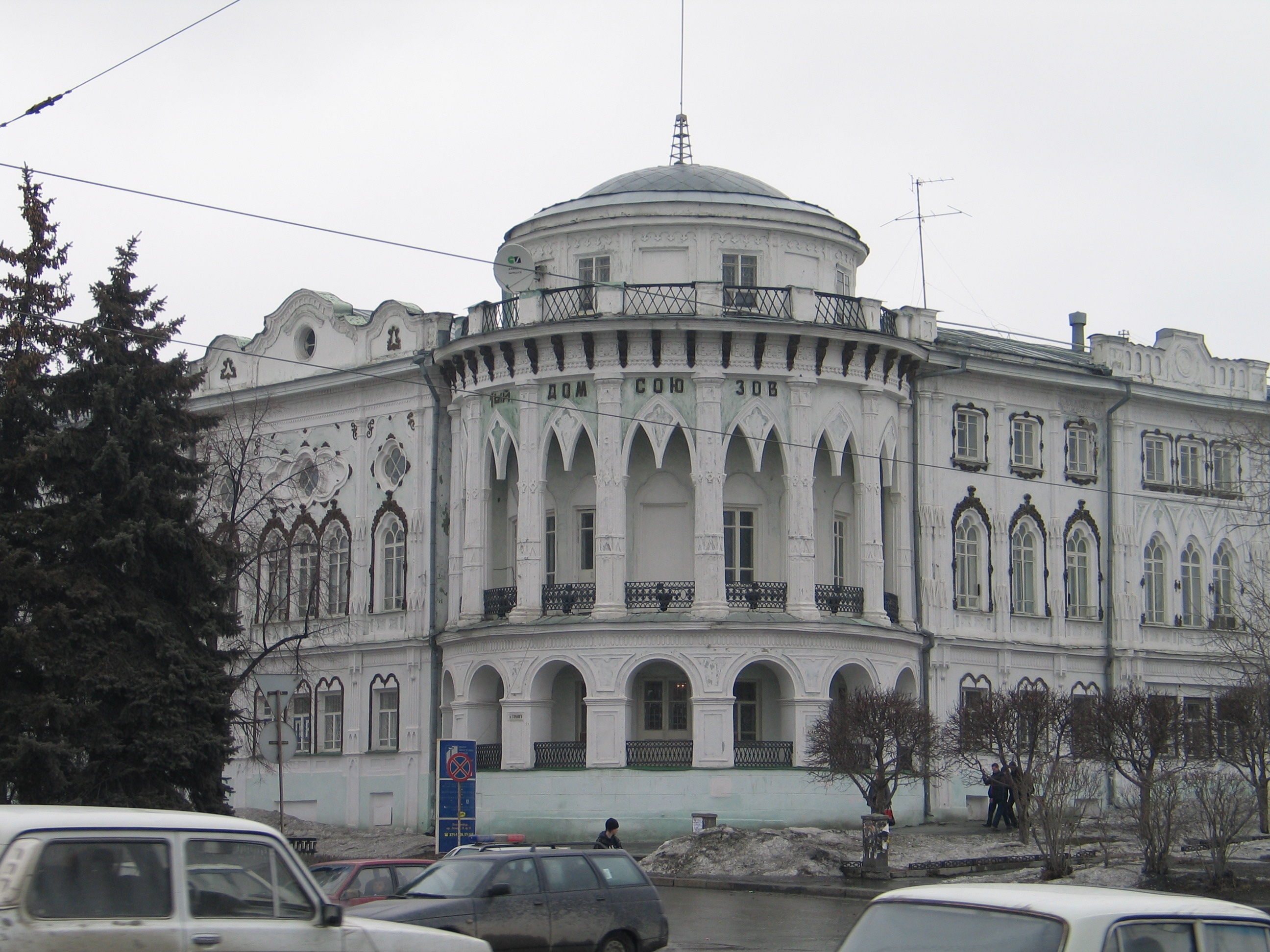
Здание в 2006 году, по полукругу ротонды видна надпись «1-й Дом Союзов»

В 1950—1960-х годах был построен северный корпус здания, что привело к формированию П-образного плана с внутренним двором. С северной части был надстроен третий этаж, планы этажей приобрели преимущественно коридорное расположение помещений. В советские годы были утрачены отдельные элементы декора фасадов, слуховые окна бельведера, декоративный фронтон западного фасада. Ряд проёмов угловой ротонды, бельведера и обоих фасадов заложили. В постперестроечные годы в здании находились многочисленные офисы. В 1994 году при очередном ремонте часть деталей фасада покрыли бронзовой краской «под золото», и уничтожили стрельчатые люкарны купола ротонды. В 1998 году к 275-летию города был произведён ремонт фасадов здания.

### Коренная реконструкция 2008—2009 годов

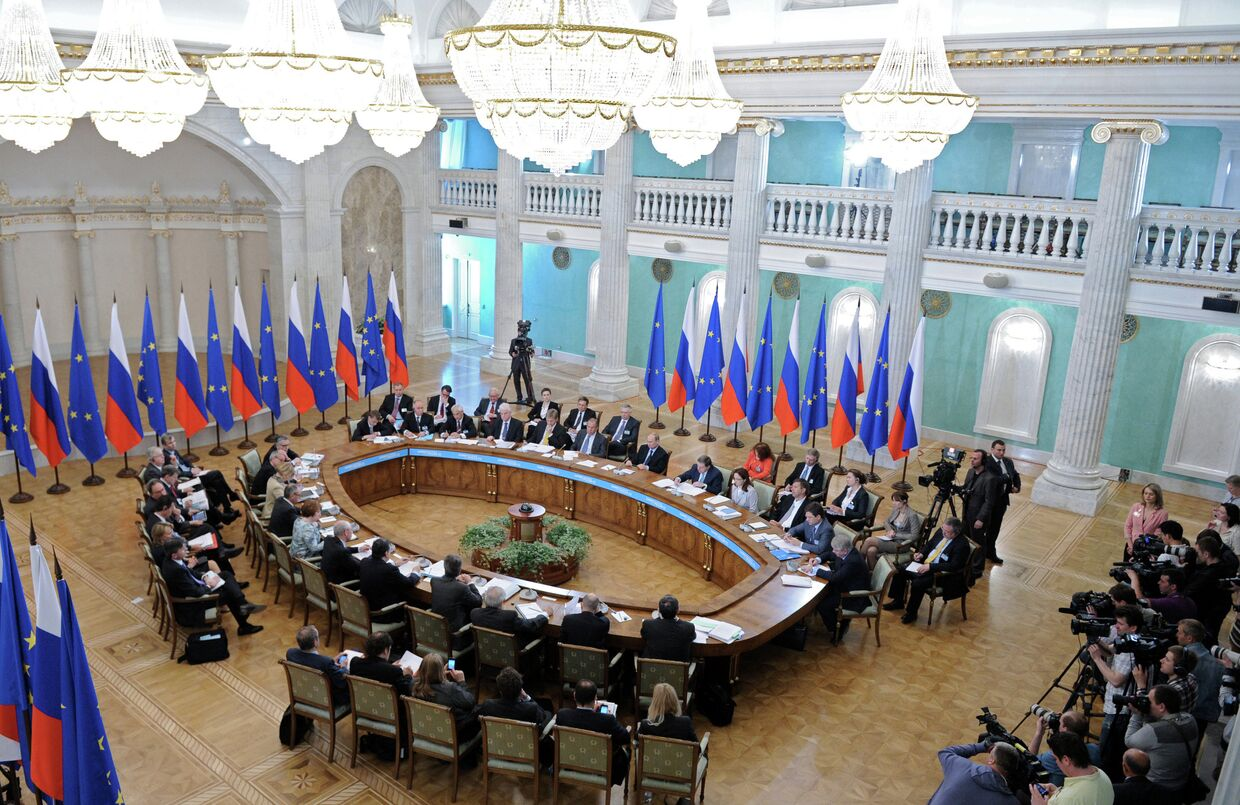
Саммит Россия — ЕС в колонном зале дома Севастьянова; 2013 год

В 2006 году было принято решение о реконструкции здания под «Дом приёма почётных гостей» на саммитах ШОС и БРИК 2009 года. В 2008—2009 годах здание было коренным образом реконструировано по проекту архитекторов А. В. Долгова, Г. В. Мазаева, Н. А. Левищева, Н. А. Гостюхина, А. А. Трегубова и А. Б. Репиной и достроено вглубь квартала. Подрядчиком на выполнение работ была выбрана компания «Атомстройкомплекс». Работы велись в сжатые сроки, на строительстве было задействовано до 800 человек, с личной инспекцией хода строительства регулярно приезжал Губернатор Свердловской области Эдуард Эргартович Россель.
Здание получило обновлённую кровлю, были заменены системы отопления, электро- и водоснабжения, усилен фундамент. В новом северном корпусе оборудовали зал для парадных приёмов. Здание приобрело внутренний колонный зал в ионической стилистике, отреставрированные элементы интерьеров и помещений. Фасады были воссозданы с сохранением богатого и разнообразного декора. Цветовое оформление фасадов восстановили на основе исторических фотографий здания — были использованы аутентичные белый, зелёный и терракотовый цвета. Большой вклад в художественное оформление интерьеров внесли сотрудники Екатеринбургского художественного фонда под руководством Сергея Валентиновича Титлинова. Художниками была воссоздана историческая мраморная облицовка, лепнина и росписи стен и потолков, резные деревянные элементы, художественный паркет и обои. Стены внутренних помещений украсили картинами с видами Екатеринбурга XIX века, выполненными Александром Ремезовым, а также полотнами уральских художников Алексея Ефремова, Марса Сафина и Жанны Сидоровой.
Обновлённое здание приняло первых гостей весной 2009 года. В последующие годы здание также использовалось для проведения международных мероприятий с участием первых лиц государств. В 2013 году в Доме Севастьянова проводились встречи в рамках 31-го Саммит Россия — Европейский союз.
В ходе реконструкции в доме были найдены предметы убранства и бытовой утвари XIX века: спичечные коробки, кованые гвозди. В одном из помещений обнаружили остатки иконостаса с Невьянскими иконами, что свидетельствует о существовании старообрядческой домовой часовни в здании. В камине были найдены старинные обои и газеты дореволюционного времени. В 1950-х годах на чердаке завхоз Областного совета профсоюзов обнаружила памятную доску, украшенную пластинами малахита, с надписью «Уральскому окружному суду. В связи с 25-летием Уральского окружного суда искренне благодарю за соблюдение законов Российской империи. Николай II. Санкт-Петербург, июль 1899 год».
Постановлением Совета министров РСФСР № 624 от 4 декабря 1974 года признан памятником истории государственного значения. В 2008 году Дом Севастьянова внесён в перечень объектов культурного наследия федерального значения.

## Архитектура

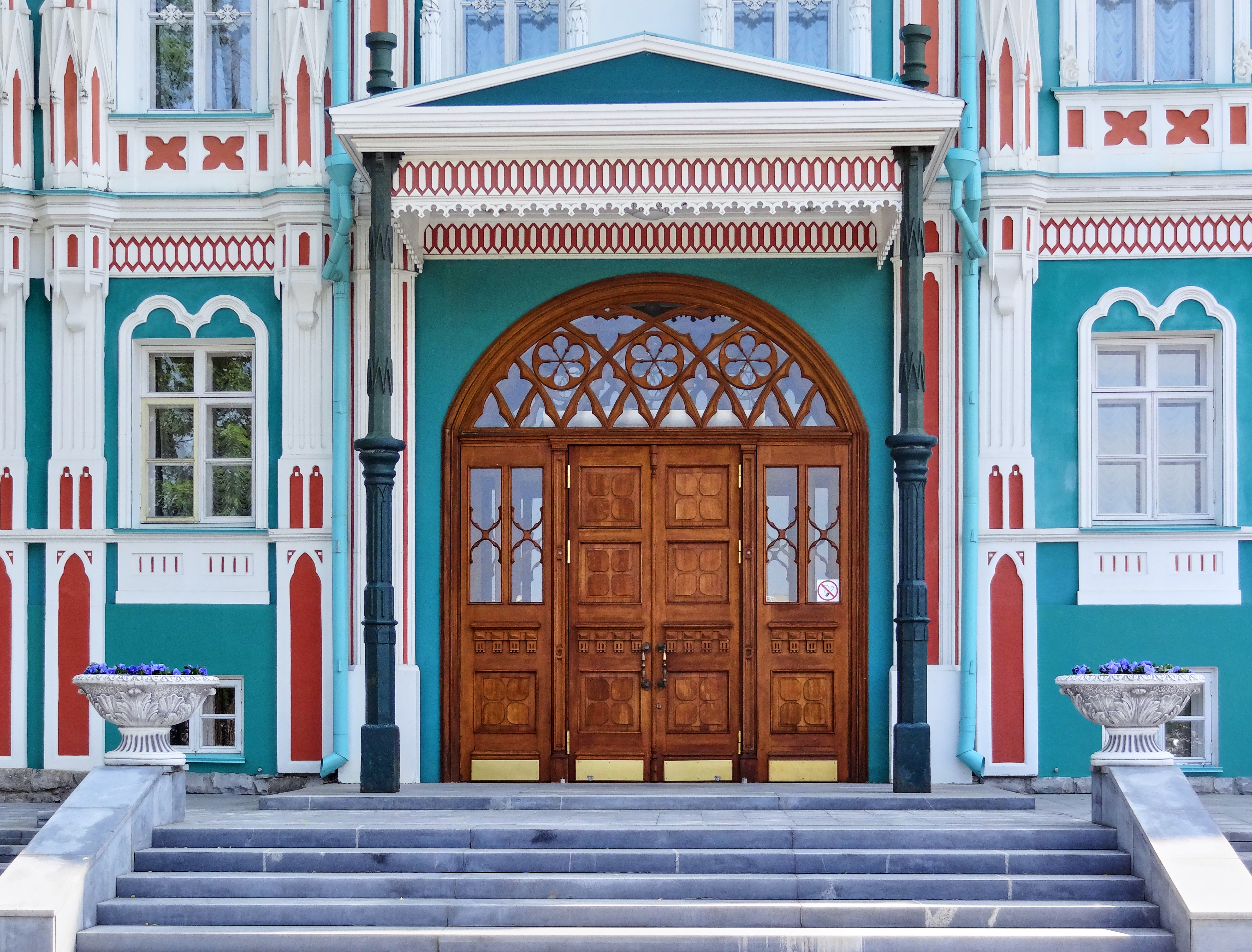
Главный вход

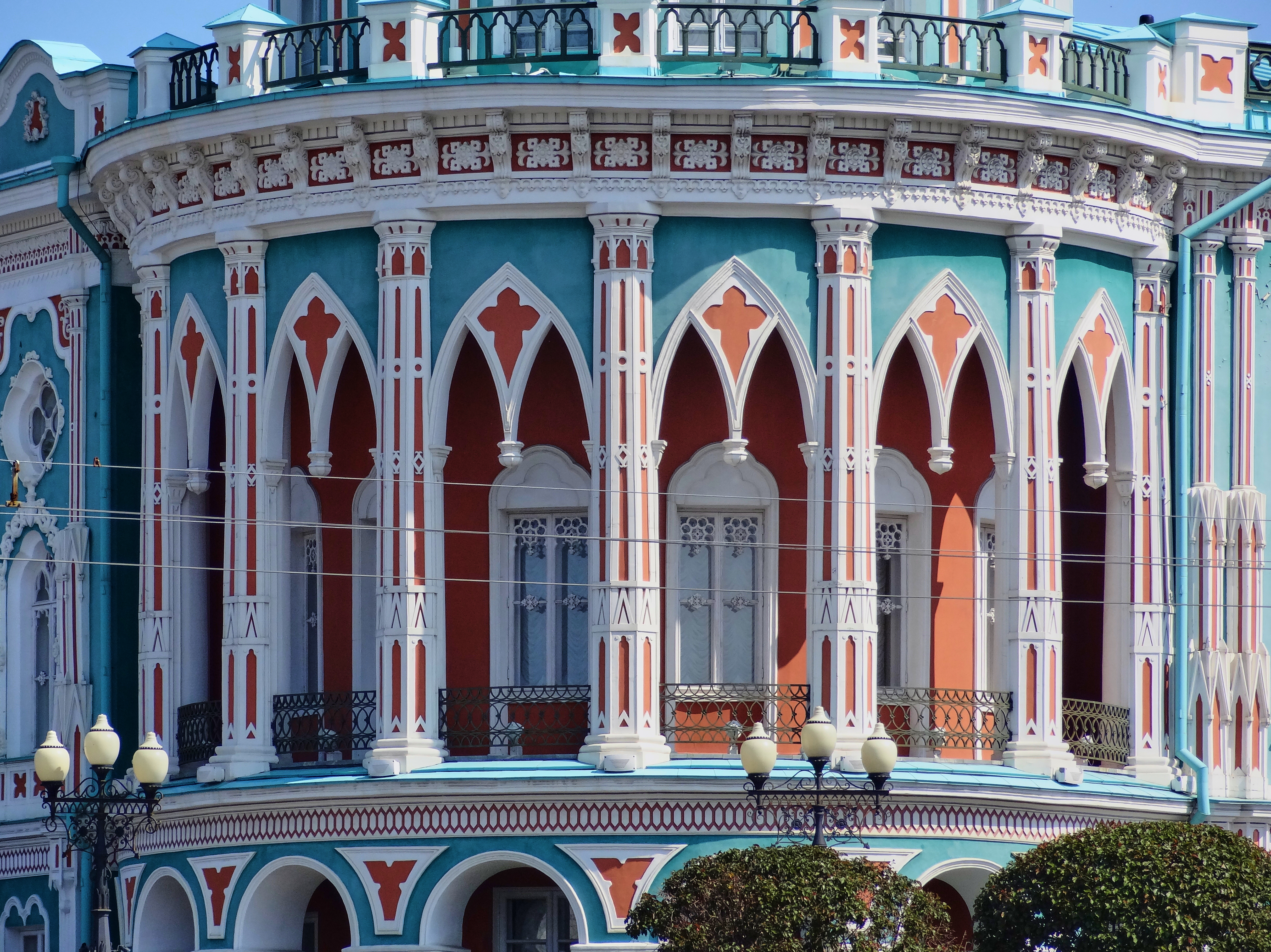
Второй ярус ротонды

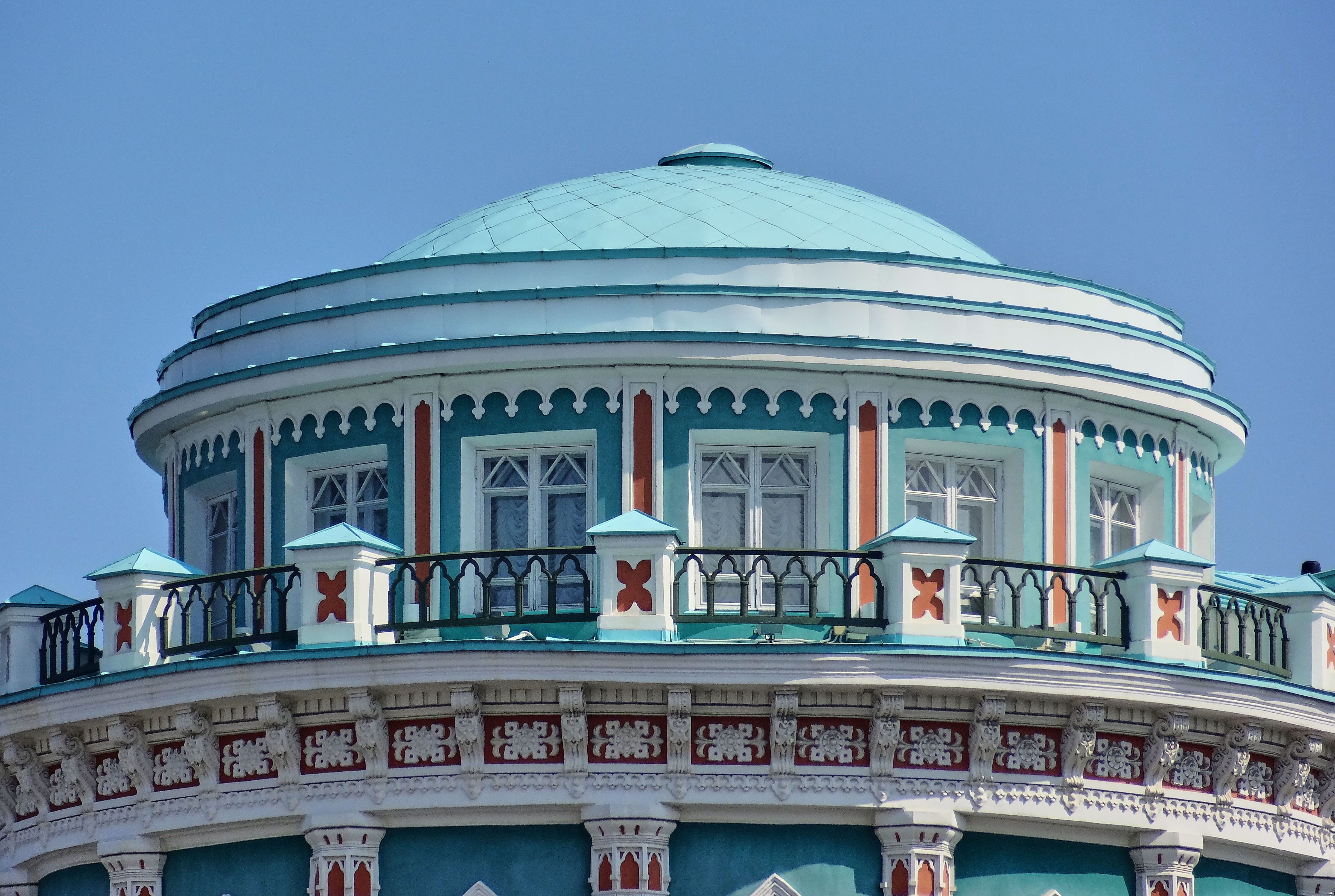
Бельведер

Каменное трёхэтажное здание расположено на берегу городского пруда, в углу улицы Горького и проспекта Ленина, на его северной стороне. После реконструкции по проекту Падучева 1860-х годов архитектурный стиль здания оценивается искусствоведами как эклектичный с элементами неоготики, барокко и классицизма. Другие источники дают более точный набор стилей: эклектика с элементами необарокко, псевдоготики и неомавританского стиля.
В плане реконструированное в 2008—2009 годах здание имеет близкую к П-образной форму с внутренним двором. В общем объёме выделяется мощный цилиндр угловой ротонды с бельведером, от которого на север и восток развиваются два протяжённых объёма. Северный блок обращён вглубь квартала. Ротонда дорического ордера, поставленная на высокий цоколь, имеет два яруса глубоких лоджий. Нижний ярус выполнен в виде аркады из полуциркульных арок, а верхний представляет собой большую лоджию со стрельчатыми арками и пилястрами в узких простенках. Ротонда украшена лепным фризом с фигурными кронштейнами. Бельведер с небольшим куполом, ограниченный парапетом, венчает угловой объём здания.
Западный фасад имеет четырёхчастную композицию с отличающимися оконными проёмами и декором. Выделяется часть фасада по оси двусветного зала второго этажа с индивидуальной осью симметрии, окнами в форме розеток и уникальным декором. Главный вход в здание с западной стороны, ведущий в парадный вестибюль, оформлен крыльцом с козырьком. Южный фасад, выходящий на проспект Ленина, имеет более упорядоченную композицию. Оба фасада вертикально разделены на части готическими пучковыми полуколоннами со стилизованными нервюрами, объединяющими второй и третий этажи. По всему периметру здание горизонтально огибают ажурные ленточные фризы с геометрическим орнаментом.
Торцевые и дворовые фасады здания традиционно лишены декора. Разрыв до соседнего участка со стороны проспекта занимали ворота, состоявшие из двух устоев со стрельчатыми калиточными проёмами, завершённых декоративными машикулями, и деревянных створок собственно ворот между ними.
Проект Падучева стал уникальным на Урале и наиболее значимой работой архитектора: классицистическая основа здания приобрела сложную фасадную декорацию из неоготических и барочных элементов. Впоследствии архитектурный облик здания повлиял на появление неоготических построек в Екатеринбурге, также он ввёл некоторую моду на использование в декоре домов города геральдического щита с перевязью, завершённого плюмажем.

### Интерьеры и внутреннее убранство
В ходе реконструкции 2008—2009 годов интерьеры большинства внутренних помещений дома Севастьянова получили эклектичное оформление с сочетанием мавританской готики и барочных элементов декора. Так, например, дверной портал первого этажа оформлен ионическими пилястрами и треугольным фронтоном с акротериями. В ионическом классическом стиле оформлен новый колонный зал с зеркальным сводом потолка. Мотив готической трёхлопастной арки широко использован Падучевым не только в оформлении интерьеров и формах окон, но и в формах внутренних дверных проёмов.
В плане здания выделяется несколько зальных помещений, примыкающих к ротонде. Первый этаж здания занимают две комнаты, вестибюль и примыкающий к ротонде большой зал. Парадная лестница украшена ажурной кованой решёткой ограждения. На втором этаже расположен парадный двусветный зал, объединённый с круглым залом ротонды. Интерьеры здания украшены архитектурным декором, растительными орнаментами, вазонами, гирляндами и картушами. Особо богатым декором отличается вестибюль, а также круглый и двусветный залы второго этажа.
Круглый зал ротонды на втором этаже по всей окружности украшен резными полуколонками с импостами, увенчанными вазонами. Потолок украшен широким фризом с цветочными гирляндами на кронштейнах и каплевидной формы щитами, сходящимися к центральной восьмилепестковой розетке плафона. Двусветный парадный зал имеет потолок, полностью покрытый лепниной, и украшенные эклектичными арками, пилястрами и розетками стены. Два зала пространственно объединены широкой гранёной аркой.
В убранстве помещений южного корпуса выделяются сохранившийся уникальный мраморный камин с зеркалом в стиле рококо в каминном зале, предположительно изготовленный мастерами Екатеринбургской гранильной фабрики, изразцовая печь в круглом зале ротонды. Рисунки плитки и паркета были воссозданы по историческим изображениям интерьеров здания.

## Городские легенды
С домом Севастьянова связано несколько городских легенд. По одной из них, Севастьянов планировал украсить крышу ротонды сусальным золотом, о чём неоднократно подавал прошения даже на Высочайшее имя. Но так как золотом в России традиционно покрывают только купола храмов, это прошение утверждено не было. А в наказание просителя приговорили ходить каждое утро до ближайшей церкви в чугунных калошах. Никаких документальных свидетельств подобных моментов жизни Николая Ивановича не имеется. Начав свою карьеру как чиновник по особым поручениям Главного горного начальника Владимира Андреевича Глинки, впоследствии он прослыл человеком богатым, и екатеринбуржцы отзывались о нём не иначе, как об «известном богаче Севастьянове». По другой легенде, Севастьянов строил роскошный дворец на зависть всему городу, а сам обитал в маленьком домишке напротив, любуясь каждый вечер своим творением и спрашивая прохожих, знают ли они, чей это дом. Также в народе существует версия о том, что Севастьянов заказал проект дома трём разным архитекторам, в результате чего он и получился таким вычурным.

Реконструированное здание на видах Екатеринбурга в 2015–2025 годах
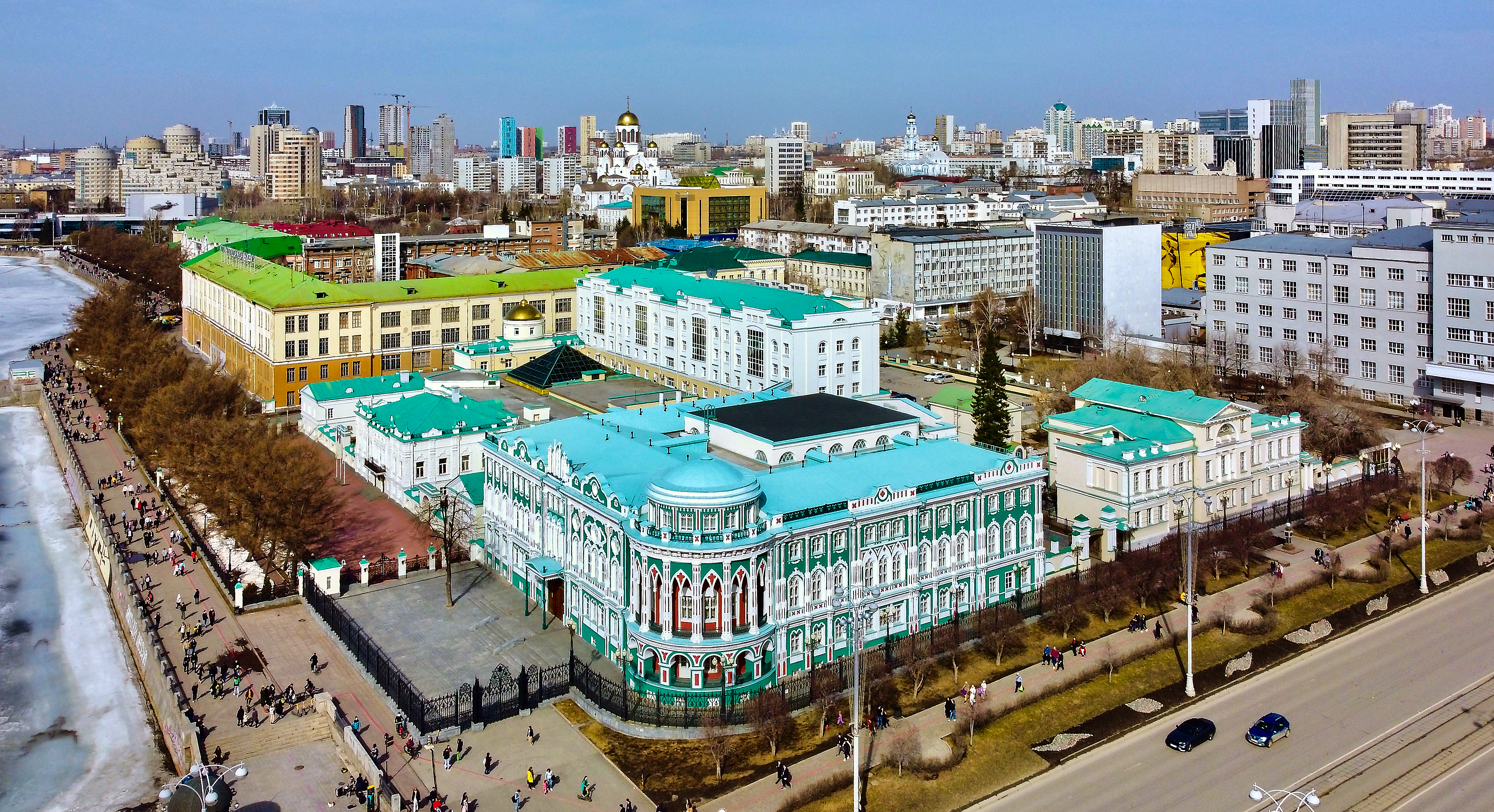
Вид с высоты с юго-запада
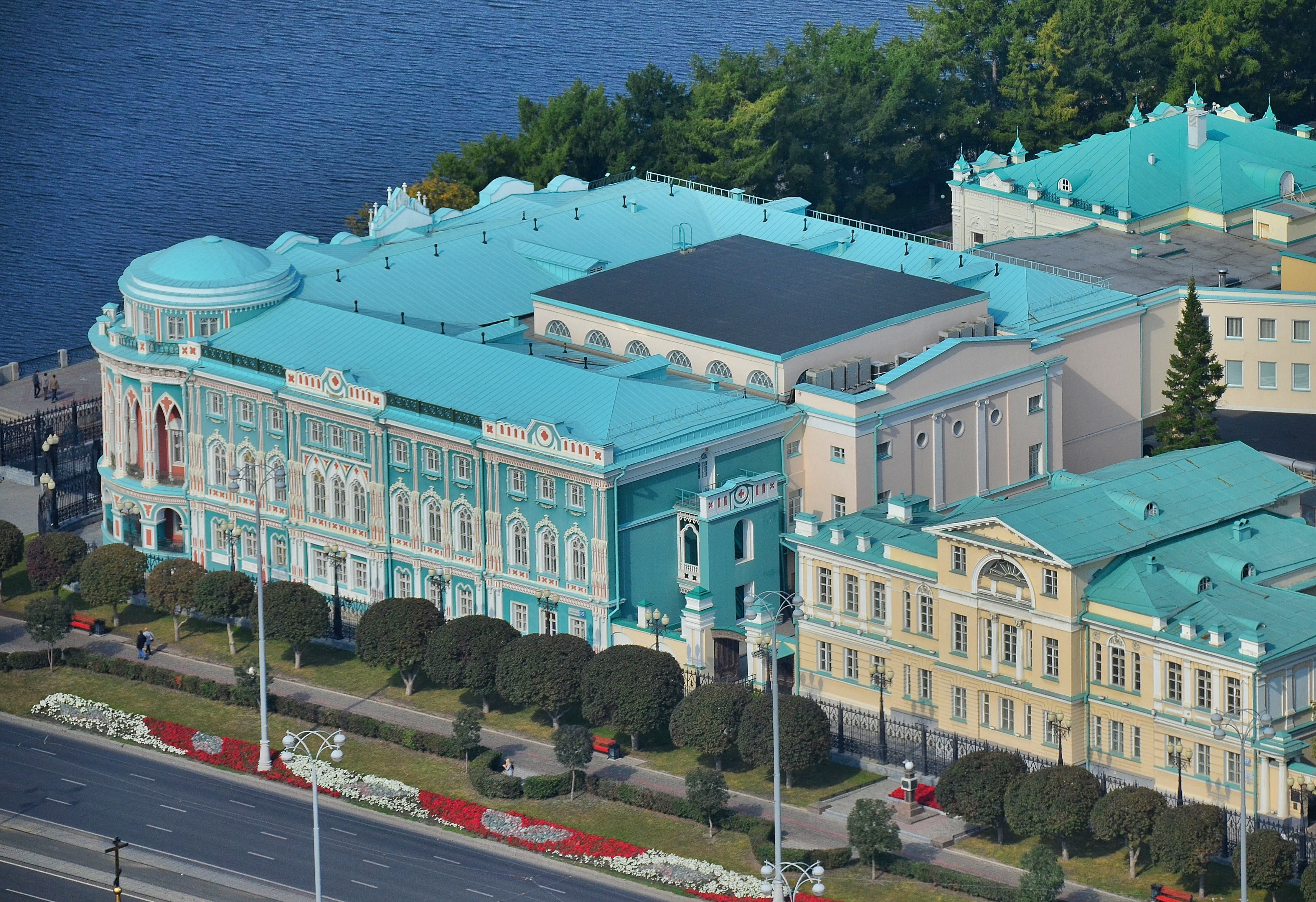
Вид со смотровой площадки Высоцкого, справа здание Аптеки горного ведомства
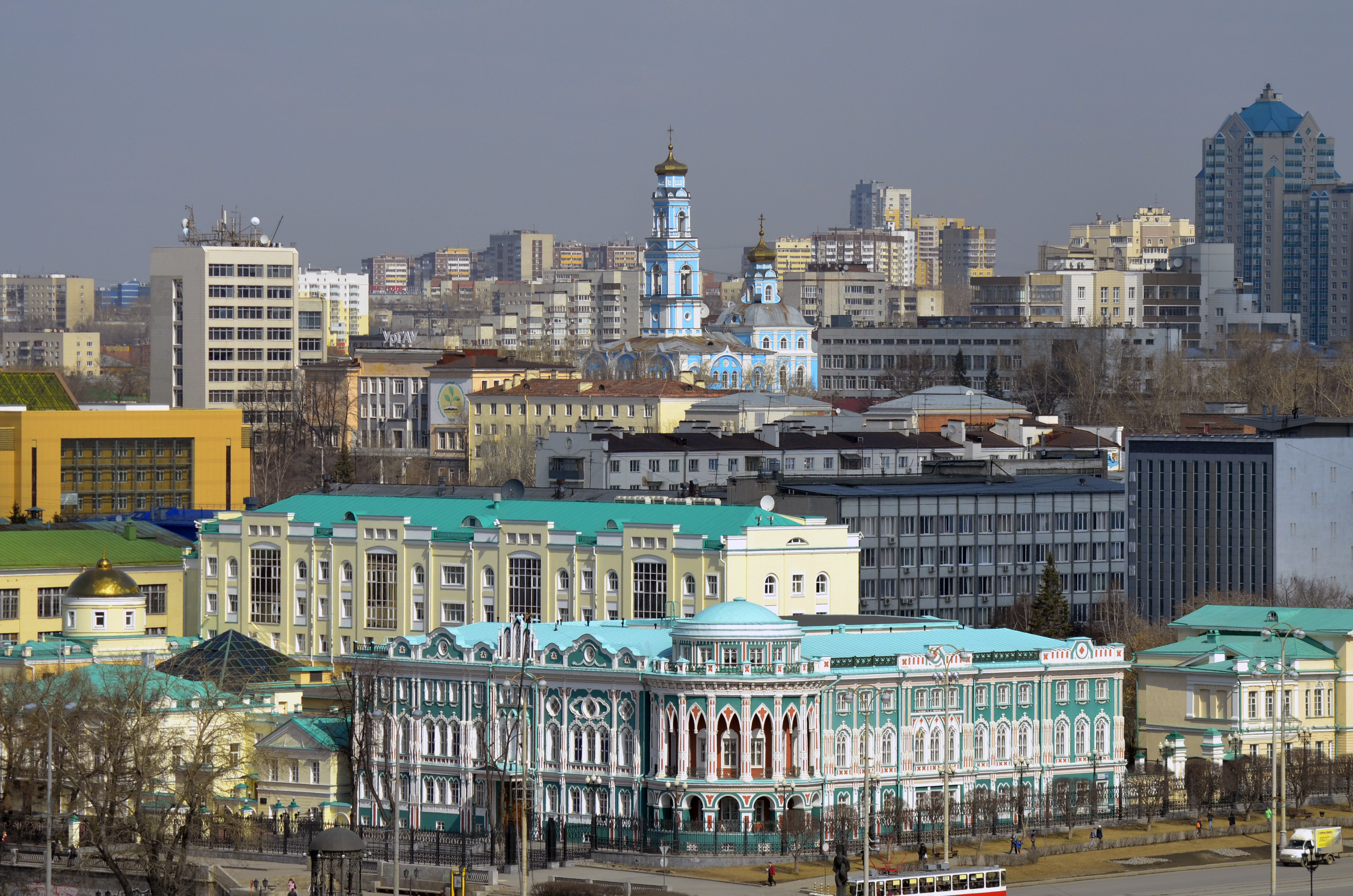
Вид с юго-запада, на дальнем плане Вознесенская церковь
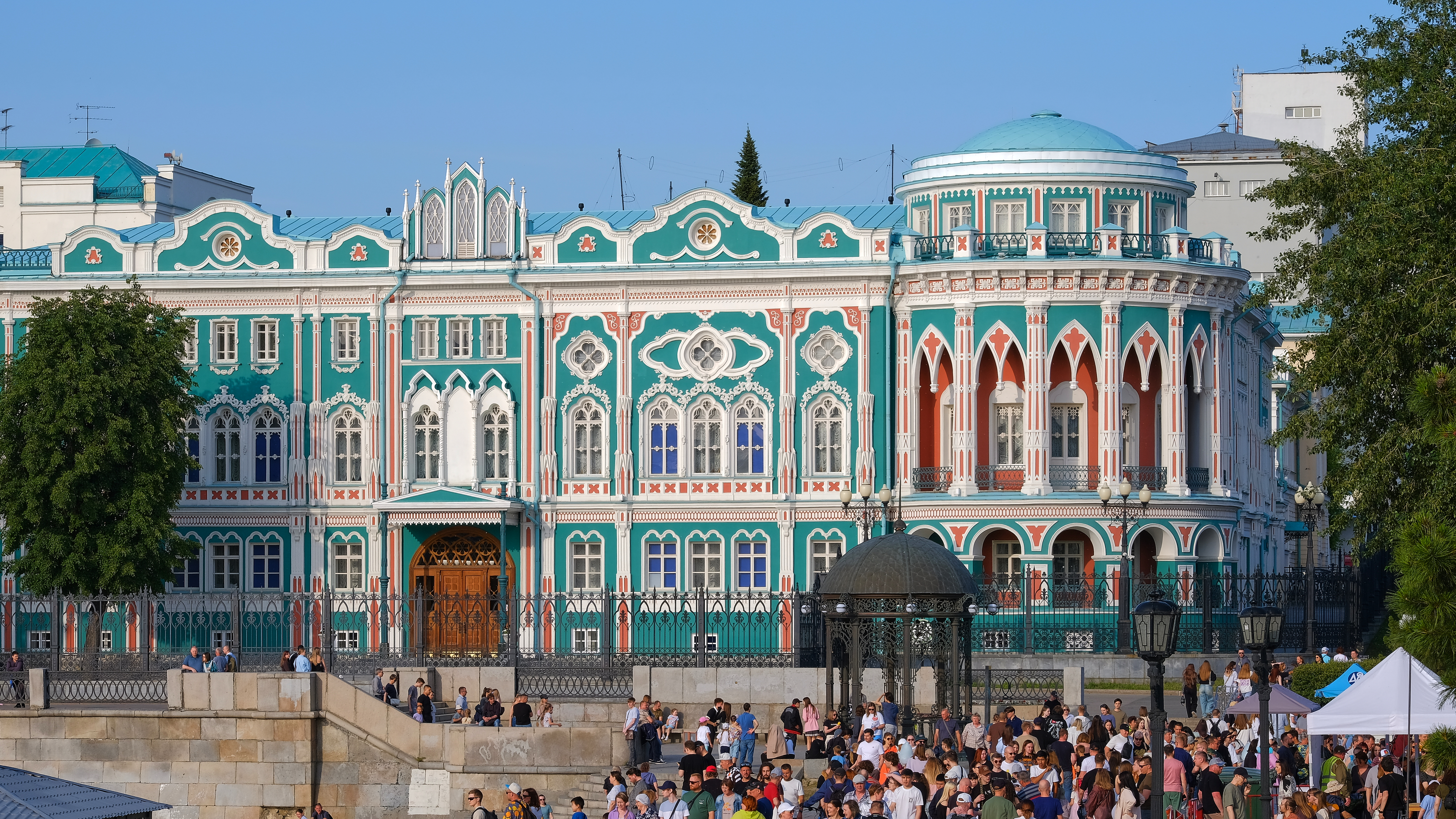
Западный фасад
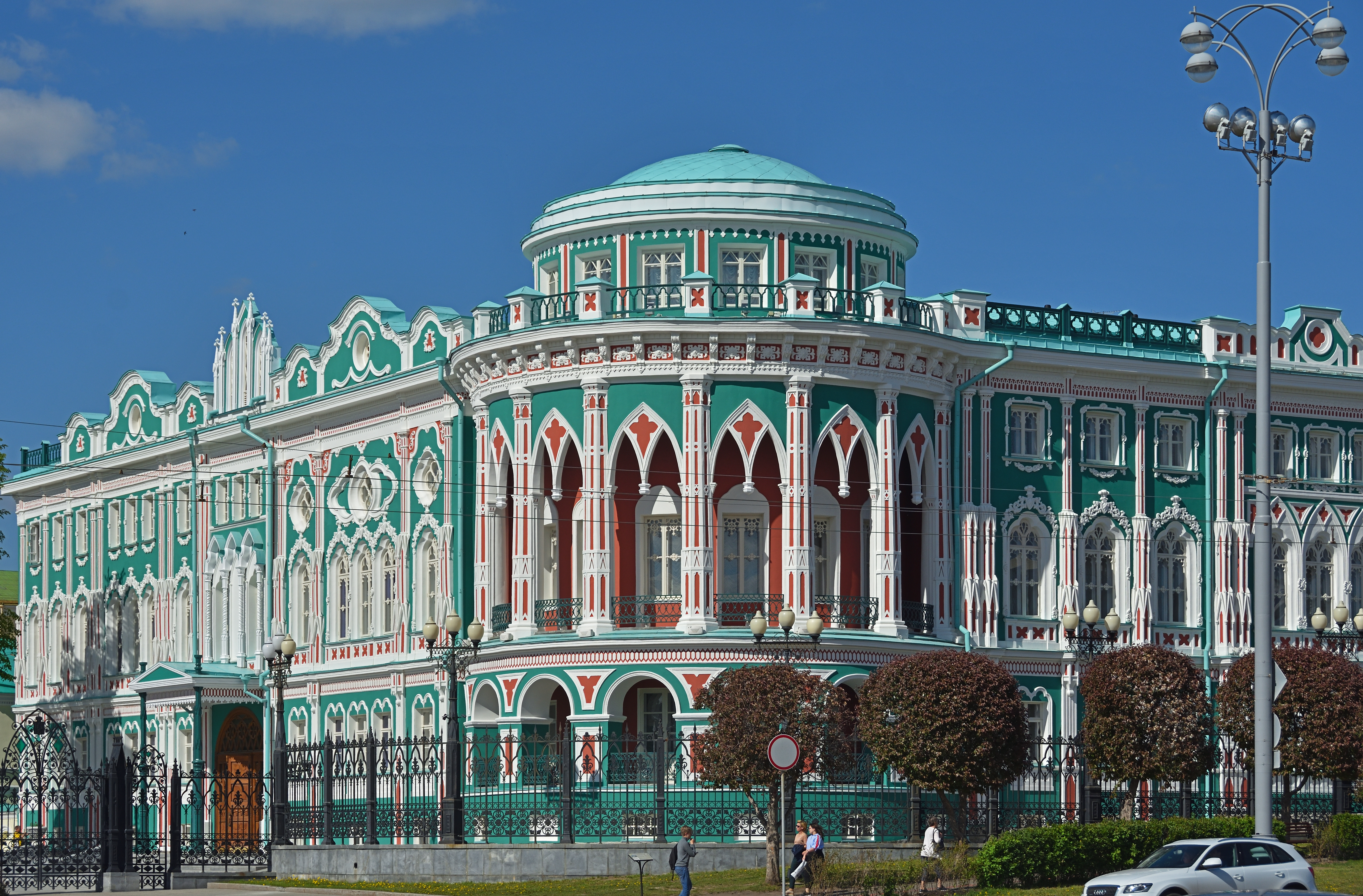
Вид с проспекта Ленина

## В нумизматике и бонистике
В 2008 и 2016 годах Центральный банк России выпустил памятные серебряные трёхрублёвые монеты с изображением дома Севастьянова. В первом случае монета вошла в серию «Памятники архитектуры России», во втором монета посвящена чемпионату мира по футболу 2018, часть матчей которого прошла в Екатеринбурге.

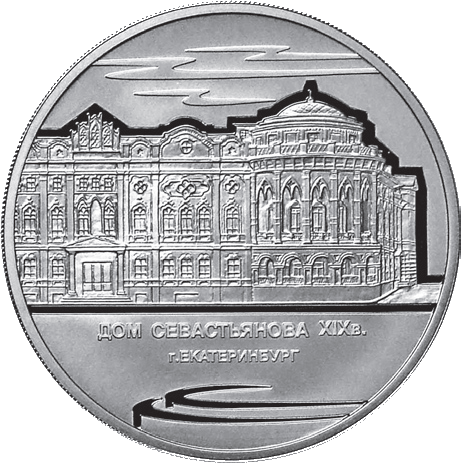
Монета Банка России, серия «Памятники архитектуры России», 3 рубля, серебро, 2008 год
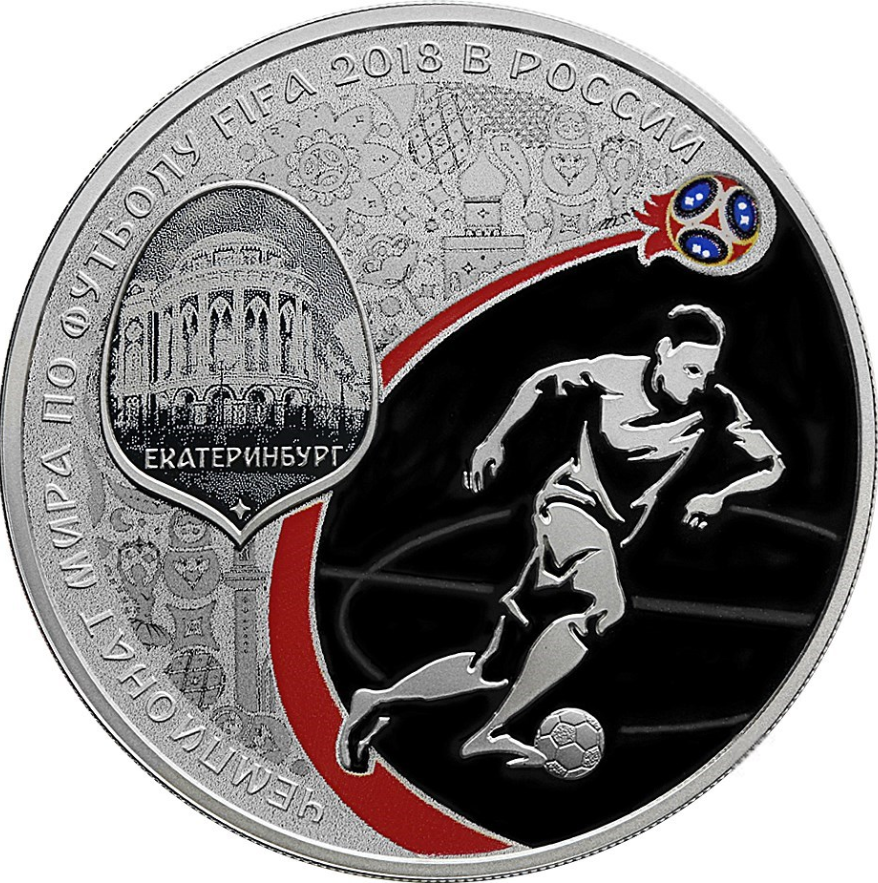
Картуш с домом Севастьянова на монете, посвящённой чемпионату мира по футболу, 3 рубля, серебро, 2016 год
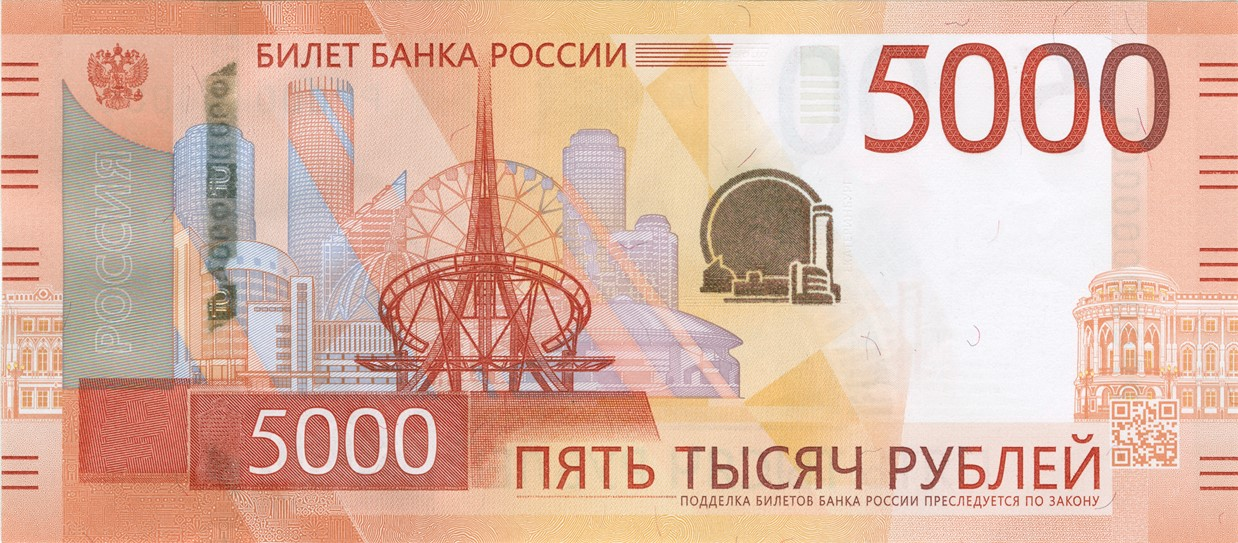
На банкноте номиналом 5000 рублей (внизу справа, 2023 год)